# كأس ملك إسبانيا 2012–13
كان موسم 2012–13 الموسم رقم 111 في تاريخ كأس ملك إسبانيا. بدأت المنافسة يوم 29 أغسطس 2012 وانتهت مع النهائي يوم 17 مايو 2013 الذي لُعب على أرضية ملعب سانتياغو برنابيو في مدينة مدريد. فاز أتلتيكو مدريد بالبطولة للمرة العاشرة في تاريخه بعد أن تمكن من الفوز على ريال مدريد بنتيجة 1–2 في الوقت الإضافي.

## الهدافون
| الترتيب | اللاعب            | النادي        | الأهداف |
| ------- | ----------------- | ------------- | ------- |
| 1       | دييغو كوستا       | أتلتيكو مدريد | 8       |
| 2       | كريستيانو رونالدو | ريال مدريد    | 7       |
| 3       | ألفارو نيغريدو    | إشبيلية       | 6       |
| 4       | دافيد فيا         | برشلونة       | 5       |
| 5       | كريم بنزيما       | ريال مدريد    | 4       |
| 5       | ليونيل ميسي       | برشلونة       | 4       |
| 7       | سانتا كروز        | مالقا         | 3       |
| 7       | روبن كاسترو       | ريال بيتيس    | 3       |
| 7       | إيفان راكيتيتش    | إشبيلية       | 3       |
| 10      | 18 لاعبًا          | 18 لاعبًا      | 2       |